# Japhet Waipora
 (février 2024).
Japhet Waipora, né le 24 juin 1943, est un homme politique salomonais.

## Biographie
Né pendant la période coloniale britannique, il est scolarisé aux Îles Salomon puis suit une formation à l'administration publique à Sydney et est employé dans l'administration coloniale dans son pays à partir de 1966 : il travaille comme trésorier puis comme clerc auprès d'instances gouvernementales provinciales. Les Îles Salomon deviennent indépendantes en 1978, et il travaille dans la haute administration au ministère des Transports en 1980, puis au ministère du Commerce, des Industries et du Travail en 1981, et au bureau du Premier ministre en 1982. Clerc du conseil municipal de Honiara de 1984 à 1985, il travaille ensuite dans l'administration de diverses provinces des Îles Salomon. 
Il entre au Parlement national comme député de la circonscription de Makira-centre aux élections législatives de 1997. Il est alors nommé ministre chargé des relations avec les gouvernements provinciaux, dans le gouvernement du Premier ministre Bartholomew Ulufa'alu. Battu dans sa circonscription aux élections de 2001, il est élu député de Makira-ouest à celles de 2006 et est nommé à nouveau ministre des relations avec les provinces, ainsi que ministre du développement des circonscriptions, dans le gouvernement de Manasseh Sogavare de mai 2006 à décembre 2007.
Battu dans sa circonscription aux élections de 2010, il est reconnu coupable en 2013 d'avoir détourné deux fois à son usage personnel, en 2007 et en 2008, de l'argent public destiné au développement de sa circonscription. Il est condamné à vingt-et-un mois de prison fermes par un tribunal de Honiara.